# Apocalypse - Il grande spettacolo segreto
Apocalypse - Il grande spettacolo segreto (The Great and Secret Show) è un romanzo fantastico scritto nel 1989 dallo scrittore inglese Clive Barker. Tratta dell'infinita lotta tra il bene e il male, in una versione in cui si contrappone la fame di potere al semplice elevarsi dello spirito a essere cielo.

## Trama
Randolphe Jaffe è un omuncolo fallito che si ritrova a carpire segreti in una stanza di lettere perdute ad Omaha. Qui comincia ad apprendere che c'è qualcosa oltre la vita normale e, giorno per giorno, si trova a conoscere l'ARTE. Incontrerà uno scienziato geniale quanto drogato, il quale si farà coinvolgere fino ad arrivare a scoprire una scorciatoia per arrivare all'arte. Un composto chimico chiamato Nuncio. Ritrovatisi uno di fronte all'altro, dopo che il Nuncio si è impossessato dello scienziato, Jaffe viene preso a sua volta e da qui parte l'ennesima lotta tra le ambizioni del Jaffe (il male) e la contrapposizione di Fletcher (il bene).

## Edizioni italiane
- Clive Barker, Apocalypse. Il grande spettacolo segreto, traduzione di Tullio Dobner, Milano, Sonzogno, 1990, ISBN 8845403319.
- Clive Barker, Apocalypse. Il grande spettacolo segreto, traduzione di Tullio Dobner, Milano, Bompiani, 1992, ISBN 8845218864.